# Grandes cojones
Grandes cojones – trzynasta płyta Marcina Siegieńczuka, wydana 15 maja 2014 roku w firmie fonograficznej Folk. Znajduje się na niej łącznie 18 piosenek, z czego po cztery remixy i covery oraz dziesięć premierowych utworów. Do utworów „Nie ma lipy (Brava dla DJ’a)”, „Grande cojones”, „Yabadabadoo”, „Umcia, umcia pękła gumcia” oraz „Zapomnieć muszę o Tobie” zostały nakręcone teledyski.

## Lista utworów
1. "Yabadabadoo"
2. "Będzie dobrze, pięknie będzie jeszcze"
3. "Czas zagoił rany"
4. "Grande cojones"
5. "Nie kochasz mnie już"
6. "Ktoś inny, nie ja"
7. "Mamy wakacje (na Dominikanie)"
8. "Zapomnieć muszę o Tobie"
9. "Umcia, umcia pękła gumcia"
10. "Nie ma lipy (Brava dla DJ’a)"
11. "Zostajemy do końca" (Łubu-dubu rmx 2014)
12. "Yabadaboo" (Sky Dee Joy rmx)
13. "Na własne życzenie" (italo rmx)
14. "Port"
15. "Baby, ach te baby"
16. "Małe piwko z korzeniami"
17. "Do buzi (Lizak)"
18. "Umcia umcia pękła gumcia" (Bumcyk puf puf rmx)